# Rue Gît-le-Cœur
La rue Gît-le-Cœur est une voie située dans le quartier de la Monnaie du 6e arrondissement de Paris. C'est une rue très ancienne.

## Situation et accès
La rue Gît-le-Cœur est desservie par la ligne 4 à la station Saint-Michel.

## Origine du nom
La voie porte le nom de « rue Guy le Queux » ou « rue Gilles le Queux », qui est celui d'un cuisinier du roi Eudes.

## Historique

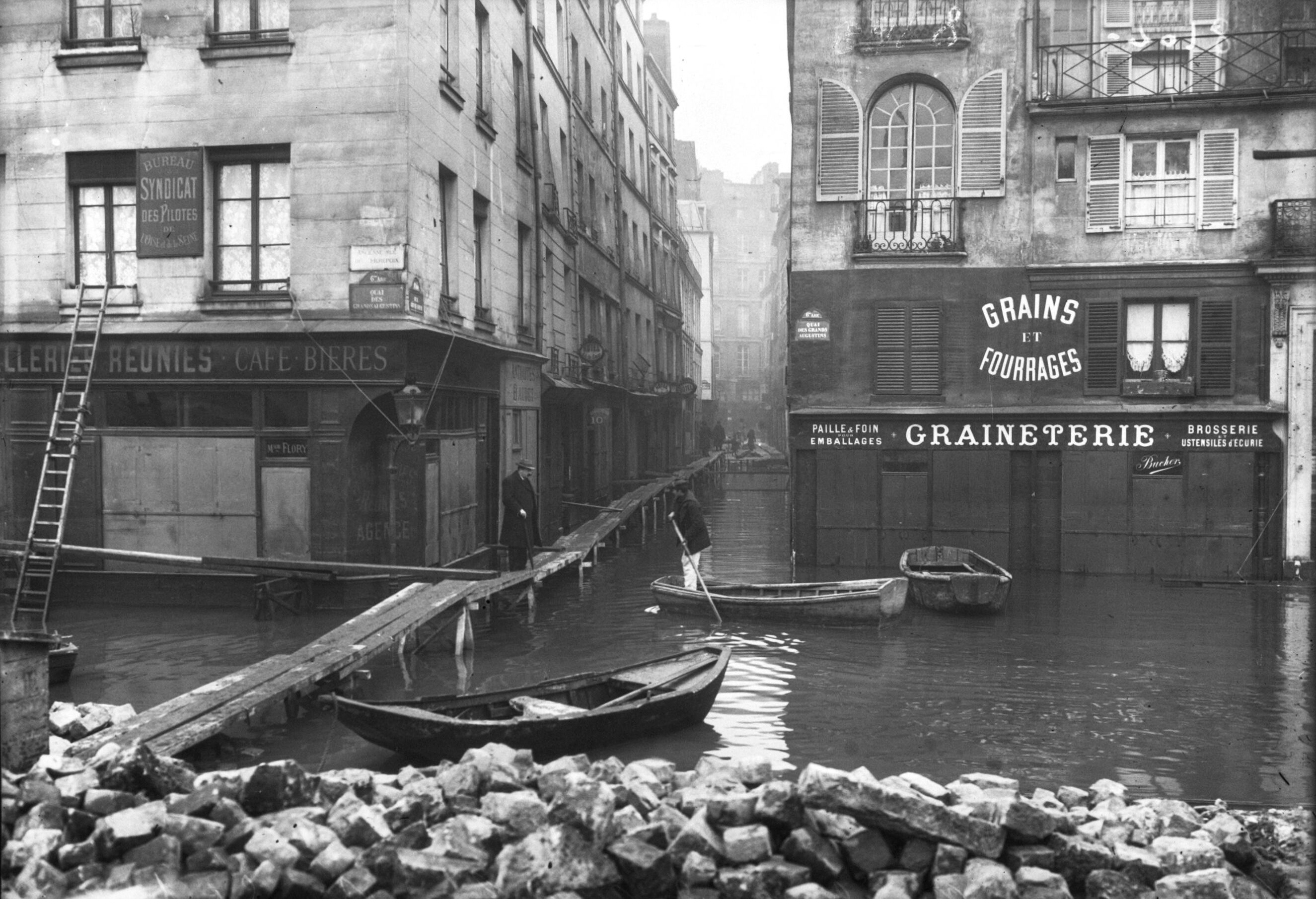
Inondation du quai des Grands-Augustins et de la rue Gît-le-Cœur en 1910 (photographie de l'agence Rol).

La rue est ouverte vers 1200 sur  le clos de Laas qui faisait partie du fief de l'Abbaye de Saint-Germain-des-Prés. Ce clos était originellement planté en vignes qui furent arrachées à partir de 1179 pour lotissement. Les religieux de l'Abbaye accensèrent à Eudes « Guy le Queux »,  le terrain compris entre la Seine, la rue Gît-le-Cœur et la rue Saint-Jacques.
Créée avant le XIIIe siècle, elle devient « rue Gui-le-Queue » en 1275, puis rue « Gui-le-Comte » au XIVe siècle. 
En 1423, elle porte le nom de « rue des Noyers » mais, en 1540, retrouve celui de « Gilles-le-Queux » qui subira diverses transformations et de variantes (Guille Queulx, Villequeux, Gui Villequeux, Lequeux, Gille le Cœur et Gist le Cœur) pour finir au nom actuel de « rue Gît-le-Cœur ».
Elle est citée sous le nom de « rue Gille-Cœur » dans un manuscrit de 1636.
Comme tout le quartier, elle est inondée en 1910.

## Bâtiments remarquables et lieux de mémoire
- No 4 : en 1808, cette maison est l'adresse de Léopold Collin, libraire-éditeur. En 1822, à cette adresse, se trouve Le Cercle de la librairie. Une plaque rend hommage au bibliographe Jacques-Charles Brunet, qui y vécut.
- No 5 : ancien hôtel de Séguier, puis hôtel d'O et hôtel de Luynes des XVIe siècle et XVIIe siècle. Cet hôtel fait l’objet d’un classement au titre des monuments historiques depuis le 14 décembre 2006[5].
- No 6 : lieu de naissance en 1807 de Louis Scipion Guillaume, sculpteur et inventeur du « plâtre-stuc », fils du général de brigade Joseph Guillaume. Salle d'armes mentionnée comme existant depuis 1886.
  - L’immeuble abrite la plus ancienne salle d'armes de Paris[6].
- No 8 : l'école César-Franck, de 1968 à sa fermeture en 1980. Maison très étroite (cinq mètres de large) appartenant à l'évêché de Paris. Un entresol et trois étages sous comble.
- No 9 : hôtel Racou, qui deviendra le Beat Hotel, de 1933 à sa fermeture en 1963. Cet hôtel fut le lieu de séjours de Chester Himes et de nombreux auteurs américains, dont notamment l'écrivain et poète Gregory Corso, en voyage à Paris entre les années 1950 et 1963.
- No 10 : F. Buisson, libraire-éditeur, en 1810 (rue Gilles-Cœur). Les escaliers A, B, C, D des anciennes écuries du XVIIIe siècle font l’objet d’un classement au titre des monuments historiques depuis le 24 janvier 2006[7]. Emplacement de la librairie Un regard moderne.
- No 12 : troisième salle du cinéma Saint-André-des-Arts. Hanna Ben-Dov (1919-2009), artiste peintre, résida à cette adresse. En 2020, l'enseigne est devenue une salle pour les Témoins de Jéhovah[8].
- No 17 : Kléber Bénard membre de la bande à Bonnot y habitait en 1911[9]. Le street artiste Invader a réalisé une intervention (PA-1317 - Lonesome Cowboy Bill William Burroughs) sur le pignon du bâtiment[10].
- La rue est mentionnée dans la chanson de Jean Villard (dit Gilles) La Femme du monde, interprétée notamment par Les Frères Jacques.

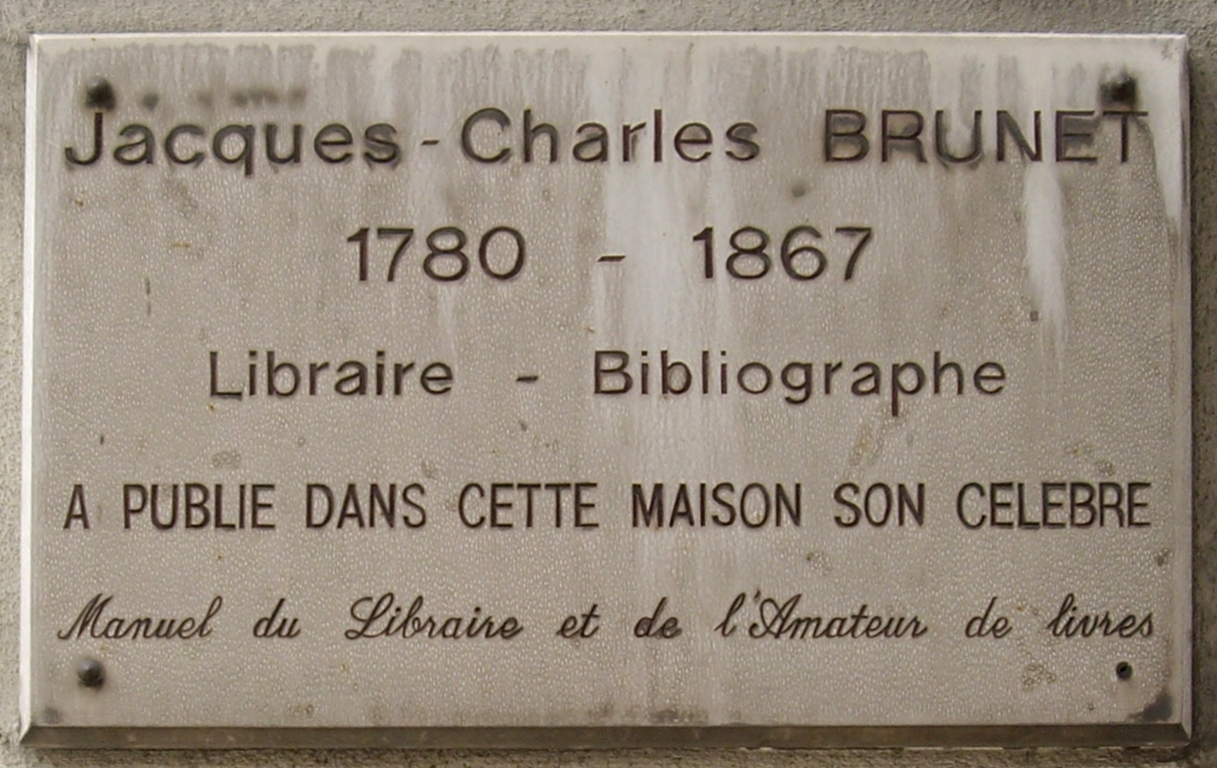
Plaque au no 4.
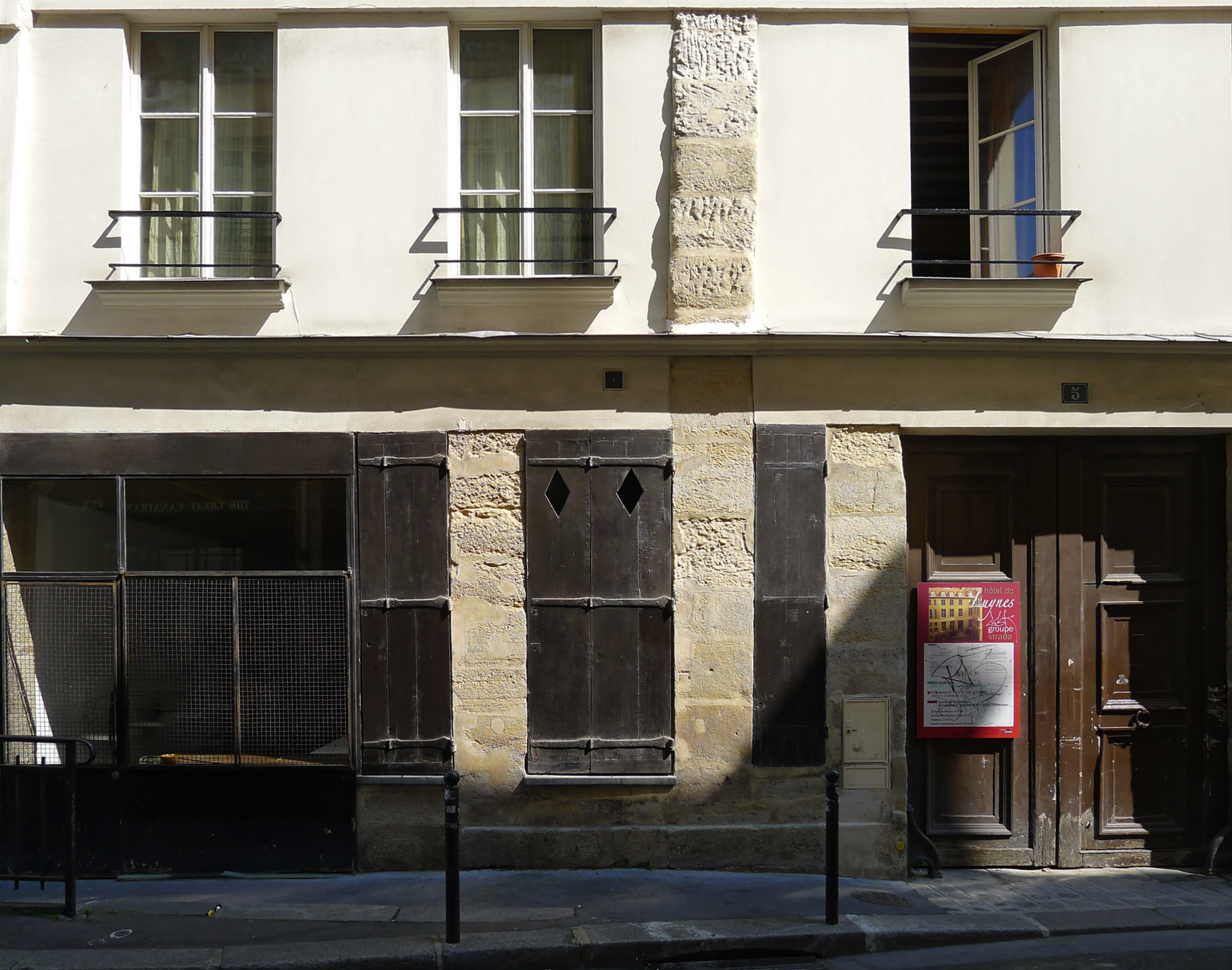
Façade du no 5 : l'hôtel de Luynes.
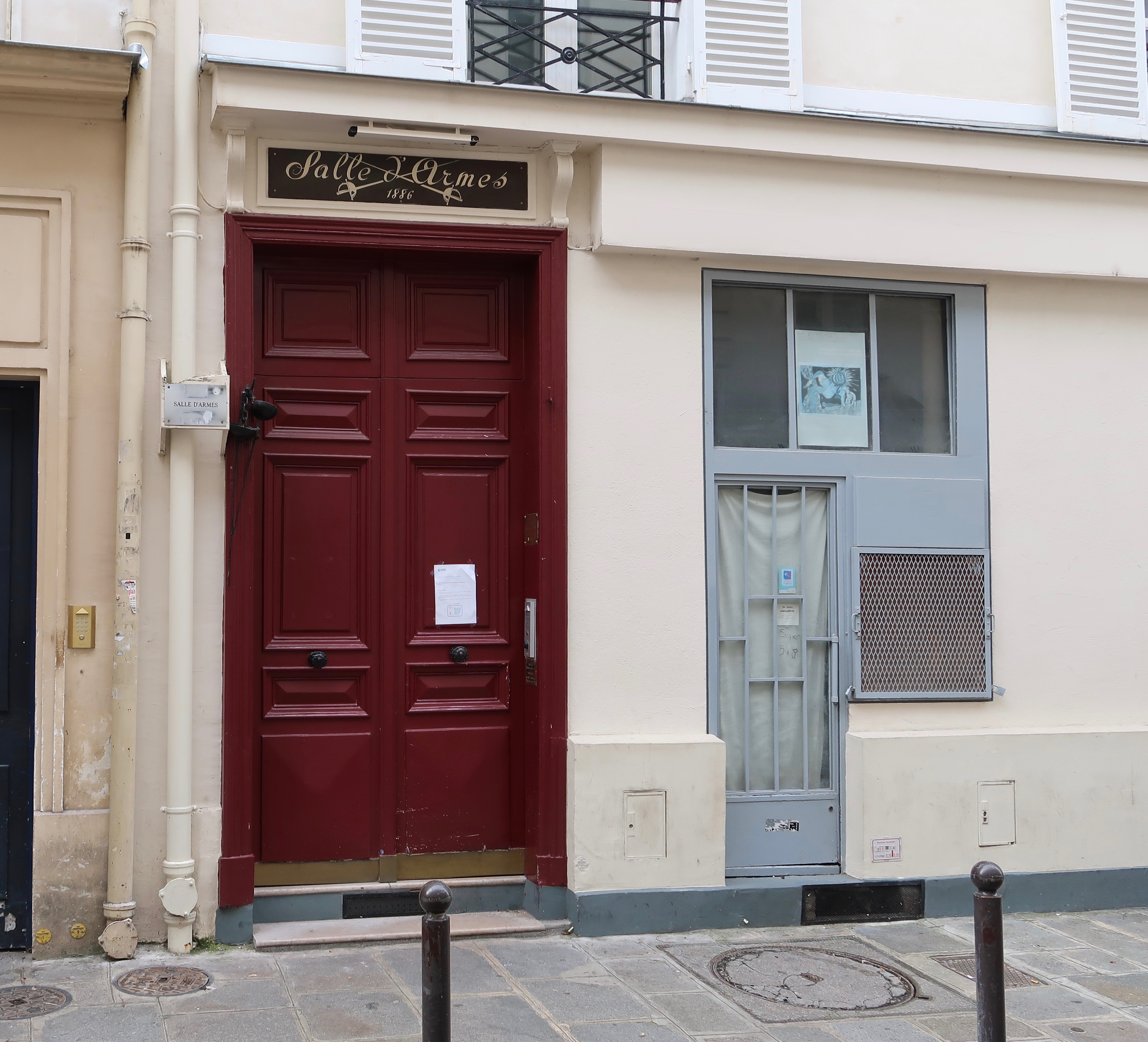
No 6.
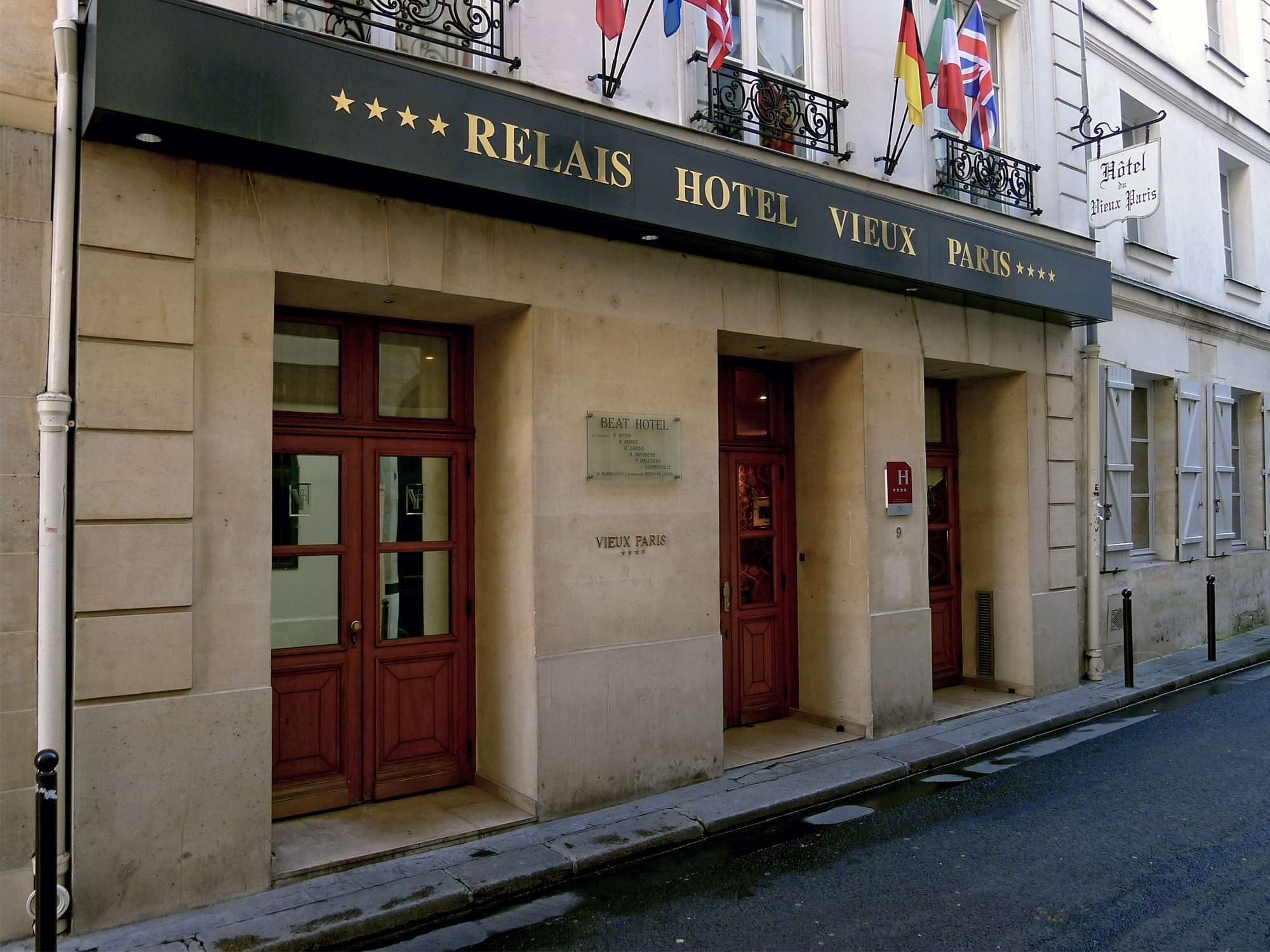
No 9 : emplacement de l'ancien Beat Hotel, transformé en hôtel de luxe en 1980.
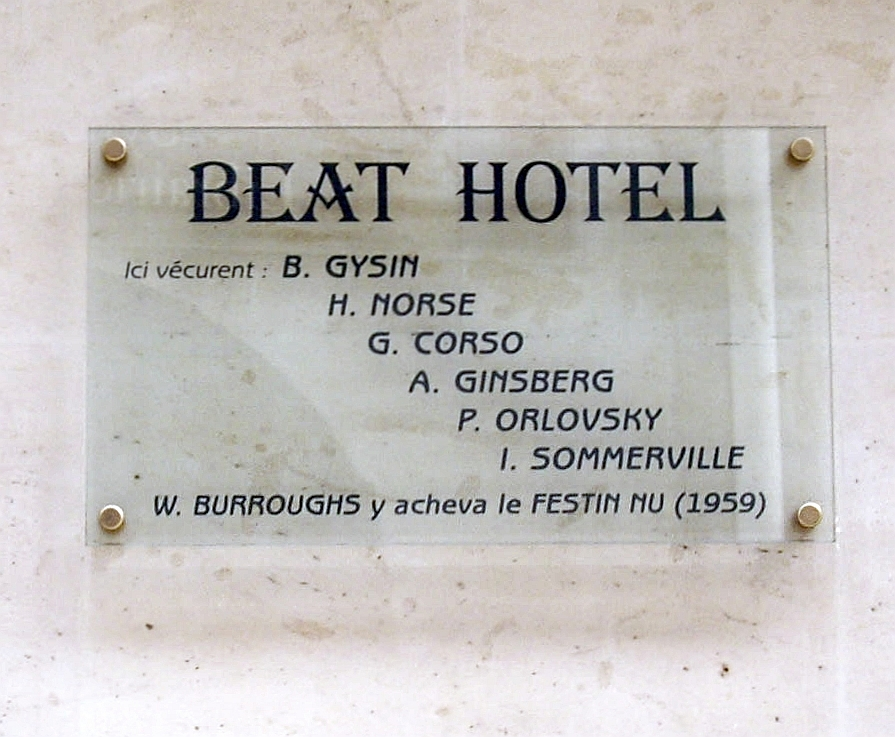
La plaque de commémoration du Beat Hotel en 2009.
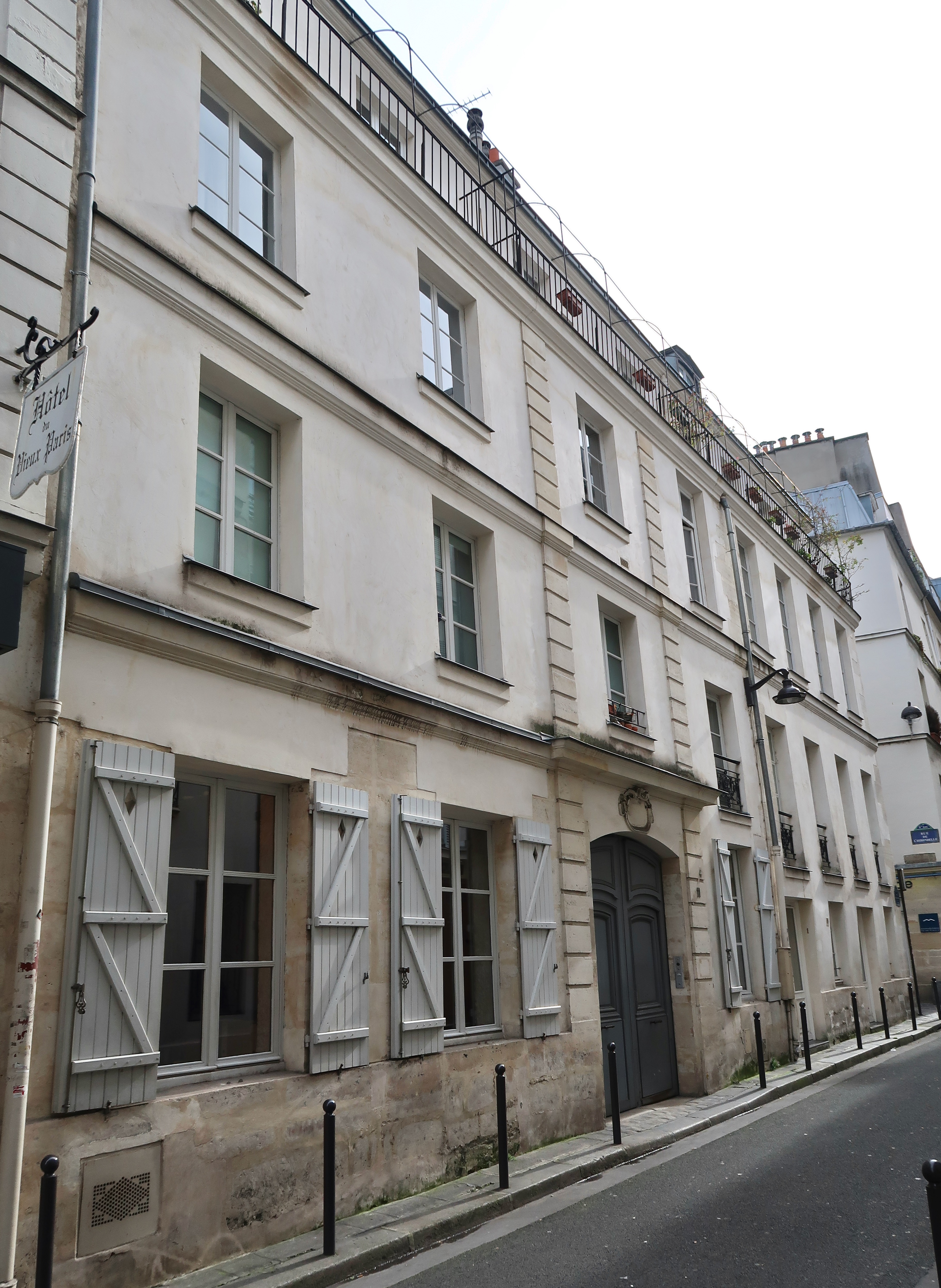
No 11.
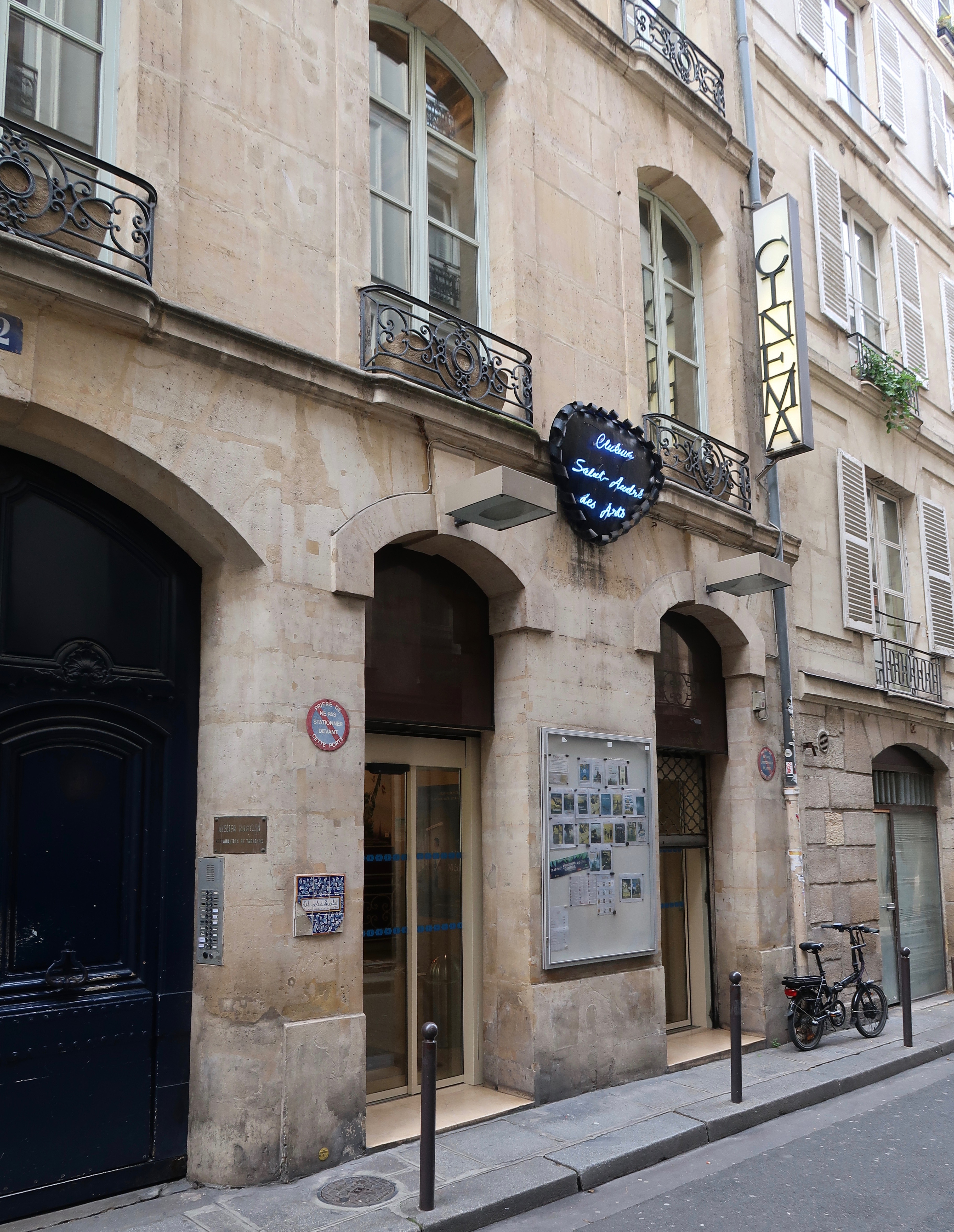
No 12.